# Partido Nacional Libertário
O Partido Nacional Libertário (PNL) é um partido político chileno de direita populista radical, fundado em 2024 por Johannes Kaiser juntamente com outros quatro deputados, e que atualmente se encontra em processo de inscrição junto ao Servicio Electoral de Chile. O partido apresentou mais de 46 080 assinaturas em 13 das 16 regiões do país.
O partido pretende lançar Johannes Kaiser como candidato à presidência do Chile nas eleições presidenciais do Chile de 2025.

## História
O Partido Nacional Libertário se formou a partir da figura do político Johannes Kaiser e do descontentamento de outros membros dissidentes do Partido Republicano do Chile. Analistas políticos explicaram esse descontentamento dos membros mais "puristas" com o desempenho e apoio do partido à proposta de nova Constituição de 2023.
O partido foi criado legalmente em 12 de julho de 2024, e atualmente conta com cinco cadeiras na Câmara dos Deputados do Chile. Embora estivesse prevista a postulação de Johannes Kaiser nas primárias de Chile Vamos para a eleição presidencial de 2025, essa opção foi descartada após a aprovação do projeto de reforma das pensões pela coalizão. No entanto, Kaiser manifestou abertura para uma primária com candidatos do Partido Social Cristiano e do Republicano.

## Ideologia
Vários meios de comunicação o categorizaram como parte da extrema direita, embora o próprio partido e Johannes Kaiser prefiram se identificar simplesmente como parte da direita. Quando questionado, Kaiser afirmou não acreditar na existência da extrema direita, dizendo que «nosotros no tenemos arsenales, no atacamos violentamente a nuestros adversarios políticos […] lo llamaría una derecha más "consecuente", o "fundamentalista"».

## Diretoria
A diretoria provisória do Partido Nacional Libertário é composta por:
- Presidente: Johannes Kaiser.
- Vicepresidente: Hans Marowski.
- Secretario general: Juan Antonio Urzúa Meneses.
- Prosecretaria: Karina Sapunar.

## Autoridades

### Deputados
O Partido Nacional Libertário possui seis deputados no período 2022–2026:
| Nome                                   | Região        | Distrito |
| -------------------------------------- | ------------- | -------- |
| Cristián Labbé Martínez                | Metropolitana | 8        |
| Johannes Kaiser Barents-Von Hohenhagen | Metropolitana | 10       |
| Gonzalo de la Carrera Correa           | Metropolitana | 11       |
| Gloria Naveillán Arriagada             | La Araucanía  | 22       |
| Cristóbal Urruticoechea Ríos           | Biobío        | 21       |
| Leonidas Romero Sáez                   | Biobío        | 20       |

## Links externos
- Site oficial